# Guntín (Bóveda)
Guntín (llamada oficialmente San Cristovo de Guntín) es una parroquia y una aldea española del municipio de Bóveda, en la provincia de Lugo, Galicia.

## Geografía
Limita con las parroquias de Tuimil y Layosa al norte, Ver y Mosteiro al sur, Freituxe al este, y Bóveda al oeste.

## Historia
En 1668 Juan Rodríguez de Ver fundó la capellanía de San Lázaro en la iglesia parroquial.

## Organización territorial
La parroquia está formada por seis entidades de población, no constando ninguna de ellas en el nomenclátor del Instituto Nacional de Estadística español. Los datos demográficos de todas las entidades de población de esta parroquia se dan en el INE español bajo la denominación conjunta de Guntín:
- Aquelcabo
- Arroxo (O Arroxo)
- As Pedreiras
- Lamarredonda (Lama Redonda)
- Pardiñas
- Vilar

## Demografía
Gráfica demográfica de la aldea de Guntín y de la parroquia de San Cristovo de Guntín según el INE español:
| Gráfica de evolución demográfica de Guntín entre 2000 y 2019 |
|                                                              |
| Datos según el nomenclátor publicado por el INE.             |

## Lugares de interés
- Iglesia parroquial, del siglo XVIII. Antecede al edificio un pórtico con techo a tres aguas. Se trata de una construcción con nave de planta rectangular y muros de mampostería enlucidos, con cubierta de madera y pizarra a dos aguas.
- Capilla del Rosario. Situada en el Campo da Mamoela, se construyó en 1832, y posee un crucero en el exterior.
- Capilla de O Pedregal. Situada en el lugar de Vilar, en los terrenos de la Casa de Pedregal. Posiblemente del siglo XIX, tiene planta rectangular y cubierta a dos aguas.
- Pazo de Guntín. Situado en el lugar de Aquelcabo; edificio de planta en U, con muros de mampostería de pizarra. La puerta principal, en arco de medio punto, conserva un escudo con representación de barras y peces, con una cabeza de león sobre ellos. Conserva otros escudos con motivos similares en la puerta interior y en la torre oeste.

## Festividades
Las fiestas parroquiales se celebran el primer fin de semana de agosto en honor a la Virgen del Rosario.